# Каатинга великодзьоба
Каати́нга великодзьоба (Herpsilochmus longirostris) — вид горобцеподібних птахів родини сорокушових (Thamnophilidae). Мешкає в Бразилії і Болівії.

## Опис
Довжина птаха становить 13 см. Тім'я самця чорне, над очима білі "брови", через очі проходять чорні смуги. Спина пістрява, сіра з чорними і білими смужками. Нижня частина тіла білувата, на грудях і горлі сірі плями. У самиці голова і шия оранжеві, нижня частина тіла світло-оранжева, спина сіра. І у самця, і у самиці крила чорні, покривні пера мають білі кіччики. Хвіст чорний, на кінці білий. Дзьоб великий, сірий.

## Поширення й екологія
Великодзьобі каатинги поширені в Болівії (на півночі департаментів Бені і Санта-Крус) і Бразилії. Вони живуть в кронах і середньому ярусі сухих і вологих рівнинних тропічних і субтропічних лісів, серрадо і галерейних лісів на висоті від 150 до 1200 м над рівнем моря.